# Stronger (bài hát của Britney Spears)
"Stronger" là một bài hát của nghệ sĩ thu âm người Mỹ Britney Spears nằm trong album phòng thu thứ hai của cô, Oops!... I Did It Again (2000). Nó được phát hành như là đĩa đơn thứ ba trích từ album vào ngày 13 tháng 11 năm 2000 bởi Jive Records. Bài hát sau đó còn xuất hiện trong nhiều album tổng hợp trong sự nghiệp của Spears, bao gồm Greatest Hits: My Prerogative (2004), The Singles Collection (2009) và The Essential Britney Spears (2013). Đây là một bản teen pop và dance-pop được viết lời và sản xuất bởi Max Martin và Rami, những cộng tác viên quen thuộc trong sự nghiệp của nữ ca sĩ, với nội dung nói về một cô gái mệt mỏi vì việc người bạn trai đã lừa dối cô và quyết định sống một cuộc sống mới mà không có anh ta.
Sau khi phát hành, "Stronger" nhận được những phản ứng tích cực từ các nhà phê bình âm nhạc, trong đó họ đánh giá cao sự sáng tạo ở cả âm nhạc lẫn ca từ của bài hát và coi nó như là bản nhạc dance xuất sắc nhất từ album. Bài hát cũng gặt hái những thành công đáng kể thương mại trên toàn cầu, lọt vào top 20 ở tất cả những thị trường nó xuất hiện, bao gồm vươn đến top 5 ở một số quốc gia như Áo, Đức và Thụy Điển, cũng như lọt vào top 10 ở Phần Lan, Ireland, Thụy Sĩ và Vương quốc Anh. Tại Hoa Kỳ, "Stronger" đạt vị trí thứ 11 trên bảng xếp hạng Billboard Hot 100, và sau đó được chứng nhận đĩa Vàng từ Hiệp hội Công nghiệp ghi âm Mỹ (RIAA).
Video ca nhạc cho "Stronger" được đạo diễn bởi Joseph Kahn, trong đó hầu hết bao gồm những cảnh Spears trình diễn bài hát với một chiếc ghế và xuất hiện ở một câu lạc bộ, nơi cô phát hiện người bạn trai ngoại tình của mình. Nó đã gặt hái nhiều lời tán dương từ giới chuyên môn, những người coi nó như là một bước chuyển mình lớn so với những video trước của Spears. Video cũng được yêu cầu phát sóng liên tục trên những kênh truyền hình âm nhạc như VH1 và MTV, và đạt được một đề cử tại giải Video âm nhạc của MTV năm 2001 cho Video Pop xuất sắc nhất. Để quảng bá bài hát, Spears đã trình diễn "Stronger" trên nhiều chương trình truyền hình và lễ trao giải lớn, như CD:UK và giải thưởng Âm nhạc Mỹ năm 2001, cũng như trong ba chuyến lưu diễn trong sự nghiệp của cô. Năm 2010, "Stronger" đã được hát lại bởi nam diễn viên Kevin McHale trong một tập của bộ phim truyền hình Glee mang tên "Britney/Brittany".

## Danh sách bài hát
| - Đĩa CD tại châu Âu 1. "Stronger" (bản album) — 3:23 2. "Walk on By" — 3:34 - Đĩa CD maxi tại châu Âu, Úc và Nhật Bản 1. "Stronger" (bản album) — 3:23 2. "Stronger" (bản không lời) — 3:23 3. "Walk on By" — 3:34 4. "Stronger" (Miguel Migs Vocal chỉnh sửa) — 3:41 - Đĩa CD maxi tại Pháp 1. "Stronger" (bản album) — 3:23 2. "Walk on By" — 3:34 3. "Stronger" (Miguel Migs Vocal chỉnh sửa) — 3:41 - Đĩa CD maxi tại Anh quốc 1. "Stronger" (bản album) — 3:23 2. "Walk on By" — 3:34 3. "Stronger" (WIP phối lại) — 5:50 - Đĩa CD tại Hoa Kỳ 1. "Stronger" (bản album) — 3:23 2. "Stronger" (Pablo La Rosa's Tranceformation chỉnh sửa) — 3:28 | - Đĩa đơn cassette tại Anh quốc 1. "Stronger" (bản album) — 3:23 2. "Walk on By" — 3:34 3. "Stronger" (bản không lời) — 3:23 - Đĩa than 12" tại Hoa Kỳ 1. "Stronger" (Pablo La Rosa's Tranceformation) — 7:21 2. "Stronger" (Pimp Juice's Extra Strength Dub) — 7:05 3. "Stronger" (Miguel 'Migs' Vocal phối) — 6:31 4. "Stronger" (Miguel 'Migs' Dub) — 6:54 - Đĩa CD maxi tại tại Hoa Kỳ — The Remixes 1. "Stronger" (bản album) — 3:23 2. "Stronger" (Mac Quayle Club phối) — 7:50 3. "Stronger" (Pablo La Rosa's Tranceformation) — 7:21 4. "Stronger" (Miguel 'Migs' Vocal phối) — 6:31 5. "Stronger" (Jack D. Elliot Club phối) – 6:38 6. "Stronger" (Pimp Juice's "Ain't No Shame in This Vocal Mix Game" phối) — 5:50 |

## Xếp hạng
| Bảng xếp hạng (2000-2001)          | Vị trí cao nhất |
| ---------------------------------- | --------------- |
| Úc (ARIA)                          | 13              |
| Áo (Ö3 Austria Top 40)             | 4               |
| Bỉ (Ultratop 50 Flanders)          | 15              |
| Bỉ (Ultratop 50 Wallonia)          | 14              |
| Đan Mạch (Tracklisten)             | 12              |
| Châu Âu (European Hot 100 Singles) | 3               |
| Phần Lan (Suomen virallinen lista) | 8               |
| Pháp (SNEP)                        | 20              |
| Đức (Official German Charts)       | 4               |
| Ireland (IRMA)                     | 6               |
| Ý (FIMI)                           | 16              |
| New Zealand (Recorded Music NZ)    | 15              |
| Hà Lan (Dutch Top 40)              | 14              |
| Hà Lan (Single Top 100)            | 12              |
| Na Uy (VG-lista)                   | 11              |
| Ba Lan (Polish Singles Chart)      | 4               |
| Scotland (OCC)                     | 6               |
| Tây Ban Nha (PROMUSICAE)           | 15              |
| Thụy Điển (Sverigetopplistan)      | 4               |
| Thụy Sĩ (Schweizer Hitparade)      | 6               |
| Anh Quốc (OCC)                     | 7               |
| Hoa Kỳ Billboard Hot 100           | 11              |
| Hoa Kỳ Pop Airplay (Billboard)     | 17              |
| Hoa Kỳ Rhythmic (Billboard)        | 37              |

| Bảng xếp hạng (2000)                 | Vị trí |
| ------------------------------------ | ------ |
| Australia (ARIA)                     | 85     |
| Finland (Suomen virallinen lista)    | 76     |
| Italy (FIMI)                         | 80     |
| Netherlands (Dutch Top 40)           | 130    |
| New Zealand (Recorded Music NZ)      | 23     |
| Sweden (Sverigetopplistan)           | 46     |
| UK Singles (Official Charts Company) | 123    |
| Bảng xếp hạng (2000)                 | Vị trí |
| Austria (Ö3 Austria Top 40)          | 41     |
| Europe (European Hot 100 Singles)    | 42     |
| Netherlands (Dutch Top 40)           | 213    |
| Switzerland (Schweizer Hitparade)    | 90     |

## Chứng nhận
| Quốc gia                                                                           | Chứng nhận | Số đơn vị/doanh số chứng nhận |
| ---------------------------------------------------------------------------------- | ---------- | ----------------------------- |
| Úc (ARIA)                                                                          | Vàng       | 35.000^                       |
| Đan Mạch (IFPI Đan Mạch)                                                           | Vàng       | 4.000^                        |
| Pháp (SNEP)                                                                        | Bạc        | 125.000*                      |
| Đức (BVMI)                                                                         | Vàng       | 250.000^                      |
| Thụy Điển (GLF)                                                                    | Vàng       | 15.000^                       |
| Anh Quốc (BPI)                                                                     | Bạc        | 200.000^                      |
| Hoa Kỳ (RIAA)                                                                      | Vàng       | 500.000^                      |
| * Chứng nhận dựa theo doanh số tiêu thụ. ^ Chứng nhận dựa theo doanh số nhập hàng. |            |                               |

## Lịch sử phát hành
| Nước     | Ngày                 | Định dạng        | Nhãn       | Nguồn  |
| -------- | -------------------- | ---------------- | ---------- | ------ |
| Đức      | 13 tháng 11 năm 2000 | CD               | Jive Zomba | [ 43 ] |
| Pháp     | 20 tháng 11 năm 2000 | CD               | Jive Zomba | [ 44 ] |
| Nhật Bản | 6 tháng 12 năm 2000  | CD               | Jive Zomba | [ 45 ] |
| Mỹ       | 12 tháng 12 năm 2000 | CD (The Remixes) | Jive Zomba | [ 46 ] |
| Mỹ       | 12 tháng 12 năm 2000 | 12"              | Jive Zomba | [ 47 ] |
| Mỹ       | 2 tháng 2 năm 2000   | CD               | Jive Zomba | [ 48 ] |